# Stato assoluto
Per Stato assoluto s'intende un'entità statuale libera (lat. absolutus, sciolto da) da qualsiasi ingerenza o condizionamento che provenga dall'esterno, ma limitato all'interno dalla presenza di ceti sociali, quali la borghesia, la nobiltà ed il clero, «ai quali è riconosciuto il diritto di consentire all'imposta, attraverso le loro assemblee rappresentative (parlamenti ed assemblee di Stati)».
La formazione degli stati assoluti è da ricercarsi nella storia europea del XV secolo, ma il concetto non va confuso con la sua evoluzione storica che ha portato all'assolutismo monarchico, fenomeno politico del XVII secolo dove lo Stato s'identifica del tutto con il monarca che incarna tutti i poteri o con la formazione di stati assoluti nel XX secolo che assumono le caratteristiche di stati totalitari.

## Storia
Già alla fine del Medioevo gli Stati moderni assoluti, come Francia, Inghilterra, Spagna, si caratterizzano per due elementi determinanti: «l'accentramento del potere nelle mani del re e l'unificazione territoriale. Esso è perciò l'opposto dello Stato feudale» dove l'autorità del re è poco più che nominale su un territorio nazionale spesso frantumato in zone che sfuggono al potere centrale, dominate dalla feudalità laica ed ecclesiastica che agisce da sovrana nei suoi possessi.
Questa discontinuità con il passato è soprattutto dovuta alla sostituzione nell'apparato amministrativo e burocratico dello Stato del ceto feudale con una nuova classe di amministratori. Il re ora fa riferimento per l'esercizio del potere sul territorio a questi funzionari che egli sceglie e compensa non più con feudi ma con uno stipendio. Egli può quindi governare facendo affidamento su funzionari che se ribelli ai suoi voleri saranno privati del loro sostentamento monetario.
Un governo quindi molto più tranquillo ed affidabile di quando ci si doveva confrontare con grandi e piccoli feudatari ribelli ai quali era vano ordinare di restituire quei feudi che essi avevano ottenuto in cambio del loro ipotetico "auxilium et consilium" come recitava la formula del vassallaggio feudale.
Questi nuovi burocrati stipendiati ricoprono funzioni essenziali alla vita dello Stato: assicurano l'ordine pubblico, amministrano la giustizia, mantengono i collegamenti tra il centro e le province e soprattutto riscuotono le imposte: il denaro, che è divenuto elemento essenziale alla vita dello Stato.

## Caratteristiche

### La forza del denaro
Il vero protagonista di questo cambiamento epocale dell'istituzione monarchica è dunque il denaro, la moneta che ora ha ripreso a circolare, dando vita ad una rinnovata economia monetaria che sta sostituendo quella agricola. E insieme al denaro compare il nuovo ceto borghese in ascesa, nel quale il re trova un potente sostegno per uno Stato forte ed accentrato e al quale in cambio del suo denaro il sovrano assicura l'ordine e la sicurezza necessaria all'interno dello Stato per lo sviluppo dei traffici e delle attività produttive.
Nasce quindi un'alleanza tra il sovrano e la borghesia, un patto che mette ai margini la classe nobiliare che, pur conservando i privilegi economici e sociali, perde potere politico sino ad essere ridotta nel XVIII secolo con Luigi XIV al rango di cortigiana. La classe nobiliare si trasforma in ordine privilegiato che nutrito e riverito, ma strettamente controllato dal sovrano con cui sarà a stretto contatto, vivrà a spese dello Stato, manterrà la forma e gli orpelli del potere, ma ormai sarà ridotto a un semplice simulacro dell'orgogliosa e arrogante classe del passato.

### Le nuove assemblee
La nascita dello Stato assoluto vede ancora all'inizio la partecipazione dei ceti nobiliari che insieme a quelli borghesi entrano a far parte di quel nuovo strumento di collaborazione tra il sovrano e le classi dirigenti che sono le assemblee rappresentative che si costituiscono intorno al XIV secolo in Francia (Stati Generali) in Inghilterra (Parlamento) e in Spagna (Cortes). Assemblee che hanno una funzione consultiva, sostituiscono l'antico auxilium del vincolo feudale, e il potere, questo effettivo, di applicare e ripartire i tributi.
Naturalmente dalla vita pubblica dello Stato rimane fuori il popolo, le masse contadine che vivono ancora nelle stesse condizioni del passato medioevale e che ora hanno l'unico vantaggio di poter chiedere giustizia contro gli abusi delle classi dirigenti rivolgendosi o direttamente al re o ai suoi magistrati.

### Le nuove armi

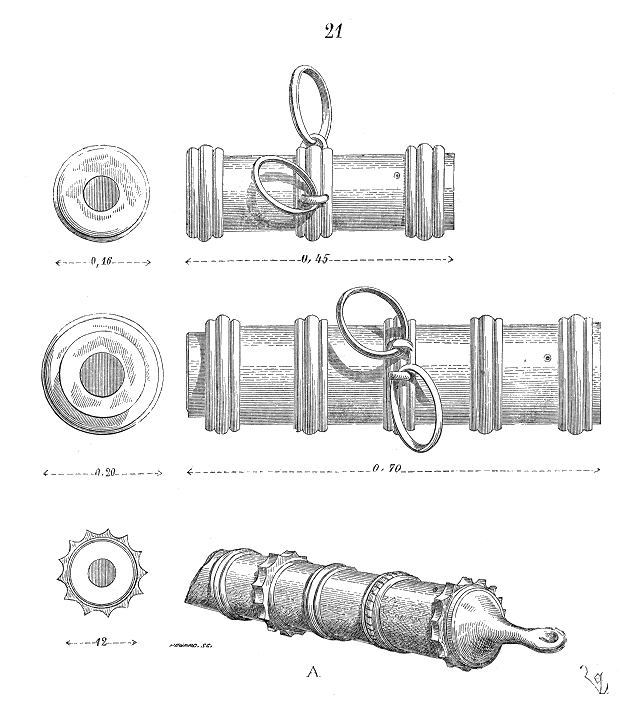
disegno di cannoni della fine del XIV secolo

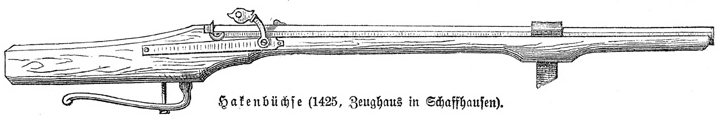
archibugio europeo del 1425

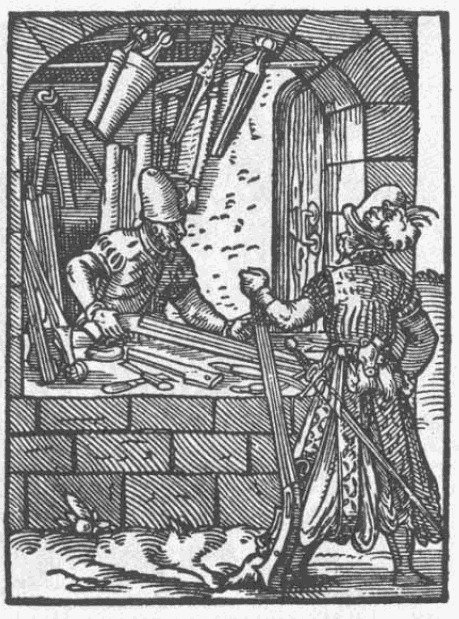
La bottega dell'armaiolo

Essenziale al potere del sovrano sarà la forza delle armi costituita da un esercito permanente di volontari mercenari sempre al servizio, almeno finché riceveranno il "soldo", di chi li paga. Un esercito relativamente più affidabile rispetto al malfido e indisciplinato esercito feudale, difficile da formare e da guidare. Ancora una volta il denaro diventa determinante e si sostituisce ai vecchi valori medioevali di fedeltà e onore dei cavalieri feudali.
Il fattore economico inoltre gioca un ruolo importante, anche perché con il progredire della tecnologia bellica e la comparsa di nuove armi da fuoco quali archibugi e artiglierie, il ruolo del cavaliere tradizionalmente inteso iniziò a vacillare; infatti al valore si sostituisce la competenza tecnica. L'artiglieria segnerà veramente la fine del potere feudale arroccato nel suo castello nei lunghi assedi medioevali. Un altro formidabile strumento per rompere l'assalto della cavalleria sarà il nuovo addestramento dei soldati all'"ordine svizzero". Una massa compatta di fanti, armati di lunghe lance e moschetti, addestrati a muoversi tutt'insieme, a non scompaginarsi e a presentare una selva di punte e pallottole alle armature dei cavalieri. Il sovrani hanno sempre maggior bisogno di denaro e quindi di pari passo aumenteranno le imposizioni fiscali da ottenere con un sistema tributario più razionale ed efficiente .

## Lo scontro fiscale tra Chiesa e Stato

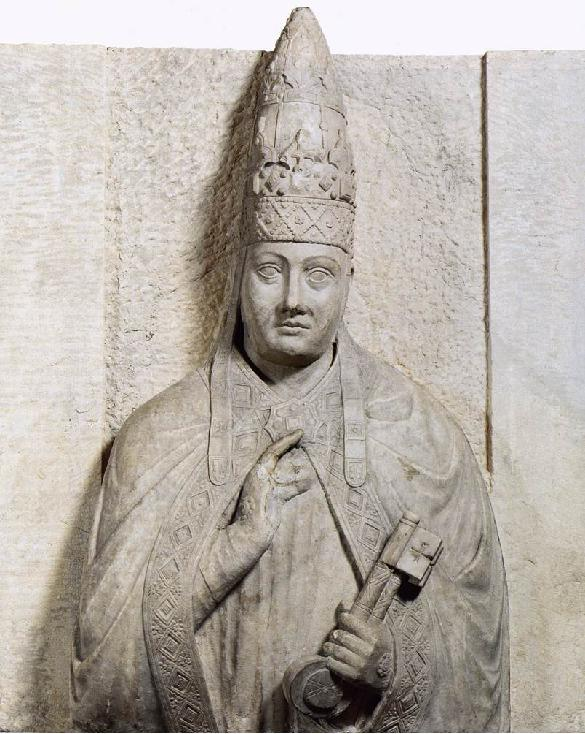
Papa Bonifacio VIII

E la necessità di denaro per l'ammodernamento dello Stato e per le sue artiglierie che spinge il re di Francia Filippo il Bello (1268-1314) a una mossa rivoluzionaria. Anche il clero sarà assoggettato al pagamento dei tributi.
Questo equivarrà per il papa Bonifacio VIII (Anagni, 1230 - Roma, 1303), ad una blasfema eresia da punire con bolle di rimprovero e scomuniche ("Unam Sanctam"). «Dalla fine dell'Impero romano le immunità finanziarie del clero non avevano mai cessato di aumentare, ed erano da secoli considerate naturali quanto le immunità giudiziarie».
Il papa teocratico che ancora sogna di poter realizzare l'utopia medioevale di un impero universale cristiano non ha capito la nuova forza dello Stato nazionale assoluto. Sono finiti i tempi dell'umiliazione di Canossa. Ormai ciò di cui si tratta non è più una disputa religiosa sulla preminenza del potere spirituale o temporale ma la controversia è politica: "la sovranità monarchica, l'esistenza stessa dello Stato, gli interessi più evidenti delle nazioni".
Bonifacio VIII non ha compreso che chi gli si oppone non è solo il re ma un intero popolo. Il re ha con sé la forza dell'opinione pubblica, che egli del resto si è procurato abilmente a mezzo di false bolle pontificie redatte dalla cancelleria reale. E anche questo è un segno dei tempi: Filippo IV, spregiudicato e cinico come il futuro Principe di Machiavelli, esercita la politica per la politica, non lo frenano considerazioni morali e religiose.
Il re quindi, convocherà gli Stati generali che compatti si schiereranno a sostegno del loro sovrano («Mai sopporteremo che il nostro re si sottometta a delle esigenze così inaudite») e punirà, con l'oltraggio dello schiaffo di Anagni, il simoniaco Bonifacio, che ha costretto l'umile Celestino a rinunciare alla tiara papale, e che ha osato sfidare la forza dello Stato.
Il vecchio papa non riuscì a superare un affronto così grave: lui il papa del Grande Giubileo del 1300, il primo nella storia della Chiesa quando pellegrini e principi erano venuti a Roma a rendere omaggio al capo della spiritualità. 
Lui, al culmine del successo politico e spirituale ora a malapena sfuggirà alle armi del Nogaret, salvato dai fedeli anagnini, per morire poco dopo, il 12 ottobre del 1303, "rodendosi come rabbioso" come scriverà il Villani.

## L'Unam Sanctame ilDefensor pacis
Le tesi regalistiche di Filippo IV troveranno sostegno nel Defensor pacis di Marsilio da Padova (1275-1343), pubblicato circa dieci anni dopo la morte del re, nel 1324:
"Diciamo dunque d'accordo con la verità e l'opinione di Aristotele, nella "Politica", libro III, capitolo VI, che il legislatore o la causa prima ed efficiente della legge è il popolo, o l'intero corpo dei cittadini o la sua "parte prevalente" (pars valentior), mediante la sua elezione o volontà espressa con le parole nell'assemblea generale dei cittadini, che comanda che qualcosa sia fatto o non fatto nei riguardi degli atti civili umani, sotto la minaccia di una pena o punizione temporale".
L'autorità dunque di fare le leggi e di farle rispettare, dice chiaramente Marsilio, spetta soltanto al "popolo", sia che la parola voglia indicare la classe dirigente o l'"universalità" dei cittadini. Se quindi l'autorità del re è legittima senza consacrazione papale, nient'altro che una cerimonia, puramente accessoria, il monarca non ha altra autorità al di sopra di lui ed è sovrano entro i confini del suo Stato; il suo stesso potere, laicamente inteso, gli deriva perciò soltanto dall'elezione popolare.
Altrettanto vale per la Chiesa: il vescovo è tale perché la sua autorità dipende dalla libera scelta dei fedeli e di conseguenza il governo della Chiesa non spetta al Papa ma al Concilio generale dei vescovi che rappresentano la "universalitas" dei fedeli. Per questa tesi, nata in occasione della contesa tra l'imperatore Ludovico il Bavaro e l'Antipapa Giovanni XXIII, papa avignonese, che gli opponeva nel titolo imperiale Federico d'Austria, Marsilio da Padova fu duramente condannato dalla Chiesa nel 1326.
Ma i suoi principi non furono dimenticati e ad essi si richiamarono. alla fine del secolo, quando la Chiesa era travagliata dallo Scisma d'Occidente, gli stessi vescovi del Concilio di Costanza (1415-1417) sostenitori della superiorità del Concilio sullo stesso papa nella conduzione della Chiesa. Riforma dunque che tendeva ad eliminare abusi e corruzione della Curia romana ma che fu presto vanificata dalla politica dei Concordati, dove il potere temporale e quello spirituale si accordarono sulla nomina di vescovi acquiescenti alla superiore autorità.
Bisogna alla fine avvertire che Marsilio non può, nonostante tutto, essere indicato come un progenitore del moderno concetto di Stato, quasi un anticipatore del costituzionalismo moderno. Il Defensor pacis viene elaborato nel periodo storico delle autonomie comunali e nazionali ed è a queste che pensa Marsilio che certo ha capito però come ormai la storia abbia segnato la fine delle pretese universalistiche dell'Impero e della Chiesa.
Ma tuttavia "..forse a cagione di tutti questi suoi elementi di modernità troppo immatura, la dottrina di Marsilio non ha esercitato molta influenza sul pensiero contemporaneo. Il tema allora dominante, nella dottrina e nell'azione, era quello dell'assolutismo monarchico; la tesi marsiliana, per ciò che c'è di nuovo in essa, aspetterà il suo tempo, quando comincerà a delinearsi la crisi della mentalità assolutistica... tra il Cinque ed il Seicento..".